# Mitología de Héroes
Héroes incluye algunos misteriosos elementos recurrentes ficticios que se la han atribuido como la ciencia ficción o un fenómeno paranormal. Tim Kring y los creadores de la serie se refirieron a estos elementos como parte de la mitología de la serie. Kring confirmó que aunque la serie tiene una mitología única, no quiere hundirse tan profundamente en ella. Por lo contrario, Kring ha usado volúmenes para concluir las líneas tramas en curso en vez de llevar las historias en largos periodos de tiempo como en Lost. En cuanto a la mitología general de la serie, Kring dijo: “hemos hablado hasta donde va el programa con cinco temporadas”."

## Poderes
Gente ordinaria descubriendo habilidades extraordinarias fue el lema del primer arco argumental de la serie antes y después de su debut. En una entrevista conducida por el productor de Lost Damon Lindelof, Kring declaró "... es una serie de gente ordinaria lidiando con cosas extraordinarias que les suceden. Esta es la premisa central. Así que mi sentido es que si uno puede lidiar con esas habilidades extraordinarias es algo que los personajes enfrentaran siempre, luego sus historias pueden doblarse, moldearse y evolucionar por siempre."
Dentro de los primeros dos volúmenes se implicó que los superpoderes eran genéticos; sin embargo, en varias entrevistas, Tim Kring temía discutir sobre los orígenes de los poderes de los personajes. Kring dio su propia teoría personal de los poderes declarando: "Mi teoría original es que estamos viviendo un mundo tan jodido y de cosas feas que la tierra misma necesitaba llenarla de gente que iban a hacer algo al respecto." Cuando se le preguntó en la misma entrevista dar una respuesta directa, Kring respondió, "No voy a contestar eso, porque esa es la parte divertida del programa". En el volumen tres, "Villanos", se revela que los poderes de algunos personajes son sintéticos, como los de Nathan, Tracy y Niki, por haber sido creados sintéticamente con una fórmula especial.
Distintos personajes tienen ciertos niveles de control sobre sus poderes, por ejemplo la regeneración celular siempre está activa, los poderes de Maya Herrera pueden brotar por el estrés, y la telekinesis puede ser controlada con precisión. Además algunas habilidades han demostrado ser capaces de extenderse más allá del poseedor como la ropa, objetos personales, e individuos que no comparten el mismo poder. Algunos ejemplos incluyen la intangibilidad, la teletransportación, el metamorfismo, el viaje en el tiempo, y la regeneración celular (a través de una transfusión de sangre).

### Fuerza y Brújulas
En el quinto volumen "Redención" la idea de una fuerza se introduce a través de viejas grabaciones de Chandra Suresh durante sus viajes a Coyote Sands. Esta supuesta pequeña fuerza emana de las personas con poderes. Cuando dos o más personas están cerca el uno del otro, esta fuerza se amplifica exponencialmente lo que provoca una atracción parecida al magnetismo. Esto se acentúa aún más en varios episodios con una brújula y gira en torno a Samuel Sullivan. El le da brújulas a todos los miembros (y algunos posibles miembros) de su feria, todos los cuales son personas con poderes y esa brújula se basa en esta fuerza magnética emanada de las personas con poderes. Según lo declarado por el mismo, Samuel puede manipular esta fuerza con la que sus poderes de terrakinesis se incrementan siempre y cuando este rodeado de un determinado número de personas. Aunque no quedó claro si ese asunto estaba o no relacionado con la fuerza.

## Elementos Recurrentes

### Activando la Evolución
Escrito por Chandra Suresh. En él se describen los descubrimientos y predicciones sobre la aparición de personas con poderes especiales. Ha sido leído y entregado a muchos personajes de la serie y es considerado como una fuente de información sobre sus poderes.

### El Eclipse

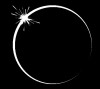
Un eclipse solar es el logo deHeroes

Desde el primer episodio de la serie hasta la mitad de la tercera temporada. Un eclipse solar ha sido un evento de gran importancia en la serie. Según lo señalado por Mohinder Suresh muchos desarrollaron sus poderes cuando un eclipse solar ocurrió simultáneamente en varias partes del mundo. En el episodio de dos partes El Eclipse todos los personajes con poderes pierden sus poderes y no los recuperan sino hasta que termina el evento. De igual forma muy pocos personajes pudieron darse cuenta de ese aspecto siendo los únicos; Arthur Petrelli y su equipo, Angela Petrelli, el haitiano, Daphne, Hiro, Matt y el Dr. Suresh.

### La hélice
La hélice es un símbolo que aparece frecuentemente a lo largo de los capítulos. Aparece en la piscina, de manera extraña, donde hay dos personas asesinadas, una congelada y otra clavada en la pared. En el episodio 2 («Don't look back») aparece en uno de los cuadros de Isaac Méndez. En los primeros capítulos, aparece formado en la pantalla como datos nulos en la computadora del Dr Suresh, se muestra también en el collar del Haitiano. Más tarde se encuentra en la portada de un libro de evolución en el departamento de Sylar («One giant leap»).
En el episodio 12 («Godsend») el símbolo aparece en la funda de la katana de Takeso Kensei y Ando Masahashi se percata de que parece ser una combinación de dos caracteres Kanji: 才 (Sai) que significa «Gran talento» y 与 (Yo) que significa «Bendecido», los personajes lo traducen como "gran poder, don divino". También aparece como tatuaje en la espalda de Niki, pero solo cuando Jessica se apodera de ella. Apareció cuando Peter Petrelli se lanzó de un edificio para demostrar a su hermano mayor, Nathan Petrelli, que podía volar. Lo dibujó él mismo, junto a un dibujo que hizo de él, levitando. Aunque sólo era un "hombre palo".
Sin sentido alguno, aparece en el tercer episodio en un libro de geometría de Claire Bennet. También aparece en la piscina de la casa de Molly Walker mientras transcurre la investigación del asesinato de su familia. 
También aparecen en el primer episodio, en los cuadros del estudio de Isaac Méndez, durante el primer viaje en el tiempo de Hiro, antes de la explosión.
Otra aparición es como sello editorial de las historietas o cómics de Micah, o los de Hiro, llamado 9th Wonders, creado por Isaac Méndez.
Se dice que tiene gran similitud con la cadena de ADN (el símbolo mencionado, al mezclarse con su par en espejo da la apariencia de dicha molécula) simbolizando la evolución humana. Esto aparece en la 3ª temporada como símbolo de la empresa Pinehearst Company

### La lista
Un listado de todas las personas que el Dr. Suresh padre encontró. Contiene los nombres y lugares de origen de todos los localizados. En la primera temporada, Mohinder la usa para localizar y advertir a los de la lista de Sylar, acompañado de Zane Taylor, sin saber que este era Sylar disfrazado, quien usaba la lista para localizar y asesinar a los que en ella se nombraba.

### La cicatriz
La cicatriz consiste en dos líneas negras paralelas alrededor del cuello de varios personajes con poderes. De acuerdo con los cómics «Wireless, Part 4» y «How do you stop an exploding man, Part 1» la cicatriz es la secuela que deja la inyección con la aguja neumática de dos puntas que, como se revela en una biografía de Hana Gitelman en Heroes 360 experiences, inyecta un radioisótopo que permite rastrear a los inyectados.
Todos los personajes inyectados se han encontrado con el Sr. Bennet y/o el Haitiano. La marca se ha visto en los siguientes personajes: 
- Matt Parkman
- Ted Sprague
- Hana Gitelman
- Claude Rains
- Isaac Méndez
- West Rosen